# Trapelus pallidus
Trapelus pallidus (лат.) — вид ящериц из семейства агамовых. Есть 1 подвид — Trapelus pallidus agnetae.

## Описание
Общая длина достигает 19 см, более половины из которых составляет тонкий хвост. Имеет широкую треугольную голову, длинные тонкие конечности и широкое уплощённое туловище. Такое сочетание черт придаёт этой агаме несколько «жабоподобный вид». По внешнему виду напоминает руинную агаму, с которой состоит в близком родстве. Спинная чешуя очень мелкая. Горловой мешок отсутствует. Окраска изменчива и зависит от мест обитания. Для молодых агам характерен яркий рисунок из поперечных тёмных полос на туловище и хвосте, который с возрастом исчезает. Взрослые агамы одноцветные, пепельного или желтоватого окраса. С повышением температуры цвет становится бледным. У взрослых самок в брачный период голова окрашена в оранжевый цвет.

## Образ жизни
Предпочитает каменистые и щебнистые участки пустынь и полупустынь с разреженной растительностью. Прячется среди камней, в трещинах. Питается насекомыми.

## Размножение
Это яйцекладущая ящерица. Самка откладывает до 8 яиц.

## Распространение
Обитает в северном Египте, Израиле, Иордании, Сирии, Иране и на севере Аравийского полуострова.